# McLaren M14
McLaren M14, v različicah M14A in M14D, je McLarnov dirkalnik Formule 1, ki je bil v uporabi v sezonah 1970 in 1971, ko so z njim dirkali Bruce McLaren, Denny Hulme, Andrea de Adamich, Peter Gethin, Dan Gurney in Jackie Oliver. Z njim so dirkači skupno nastopili na štirinštiridesetih dirkah Formule 1, od tega na devetih neprvenstvenih, na katerih so dosegli osem uvrstitev na stopničke, a nobene zmage. Od tega pet stopničk na prvenstvenih dirkah, Bruce McLaren je dosegel drugo mesto na dirki za Veliko nagrado Španije, Hulme pa drugo mesto na dirki za Veliko nagrado Južne Afrike ter tretja mesta na dirkah za Veliko nagrado Velike Britanije, Veliko nagrado Nemčije in Veliko nagrado Mehike, vse v sezoni 1970. 

## Popolni rezultati Formule 1
(legenda)
| Leto | Moštvo                | Motor                                      | Gume | Dirkači           | 1   | 2   | 3   | 4   | 5   | 6   | 7   | 8   | 9   | 10  | 11  | 12  | 13  | Toč | Prv |
| ---- | --------------------- | ------------------------------------------ | ---- | ----------------- | --- | --- | --- | --- | --- | --- | --- | --- | --- | --- | --- | --- | --- | --- | --- |
| 1970 | McLaren International | Ford Cosworth DFV 3,0 V8 Alfa Romeo 3,0 V8 | G    |                   | JAR | ŠPA | MON | BEL | NIZ | FRA | VB  | NEM | AVT | ITA | KAN | ZDA | MEH | 35  | 5.  |
| 1970 | McLaren International | Ford Cosworth DFV 3,0 V8 Alfa Romeo 3,0 V8 | G    | Bruce McLaren     | Ret | 2   | Ret |     |     |     |     |     |     |     |     |     |     | 35  | 5.  |
| 1970 | McLaren International | Ford Cosworth DFV 3,0 V8 Alfa Romeo 3,0 V8 | G    | Denny Hulme       | 2   | Ret | 4   |     |     | 4   | 3   | 3   | Ret | 4   | Ret | 7   | 3   | 35  | 5.  |
| 1970 | McLaren International | Ford Cosworth DFV 3,0 V8 Alfa Romeo 3,0 V8 | G    | Andrea de Adamich |     |     |     |     | DNQ |     |     | DNQ | 12  | 8   | Ret | DNQ |     | 35  | 5.  |
| 1970 | McLaren International | Ford Cosworth DFV 3,0 V8 Alfa Romeo 3,0 V8 | G    | Peter Gethin      |     |     |     |     | Ret |     |     | Ret | 10  | Ret | 6   | 14  | Ret | 35  | 5.  |
| 1970 | McLaren International | Ford Cosworth DFV 3,0 V8 Alfa Romeo 3,0 V8 | G    | Dan Gurney        |     |     |     |     | Ret | 6   | Ret |     |     |     |     |     |     | 35  | 5.  |
| 1971 | McLaren International | Ford Cosworth DFV 3,0 V8                   | G    |                   | JAR | ŠPA | MON | NIZ | FRA | VB  | NEM | AVT | ITA | KAN | ZDA |     |     | 10  | 6.  |
| 1971 | McLaren International | Ford Cosworth DFV 3,0 V8                   | G    | Peter Gethin      |     | 8   | Ret |     |     |     |     |     |     |     |     |     |     | 10  | 6.  |
| 1971 | McLaren International | Ford Cosworth DFV 3,0 V8                   | G    | Jackie Oliver     |     |     |     |     |     | Ret |     |     | 7   |     |     |     |     | 10  | 6.  |